# Partit Socialista d'Alliberament Nacional dels Països Catalans
Le Parti socialiste de libération nationale des Pays catalans (en catalan : Partit Socialista d'Alliberament Nacional dels Països Catalans, PSAN) est un parti nationaliste catalan, d'inspiration communiste et défendant l'indépendance des Pays catalans. Il est fondé en 1968, durant le franquisme, dans la clandestinité à la suite d'une scission des secteurs les plus à gauche du Front Nacional de Catalunya (FNC). D'abord uniquement implanté en Catalogne, il s'étend ensuite en Catalogne française (septembre 1971), au Pays valencien (juillet 1974) puis aux îles Baléares (février 1976).

Premier drapeau du PSAN.

Drapeau actuel utilisé par le PSAN.